# Maria Droc
 (novembre 2016).
Si vous disposez d'ouvrages ou d'articles de référence ou si vous connaissez des sites web de qualité traitant du thème abordé ici, merci de compléter l'article en donnant les références utiles à sa vérifiabilité et en les liant à la section « Notes et références ».
Maria Droc (Bucarest, 1902 - Madrid, 1991) est une peintre espagnole d'origine roumaine.
Elle est aussi la grande-mère de l'écrivaine Marina Anca.